# Conférence sur le développement économique en Égypte

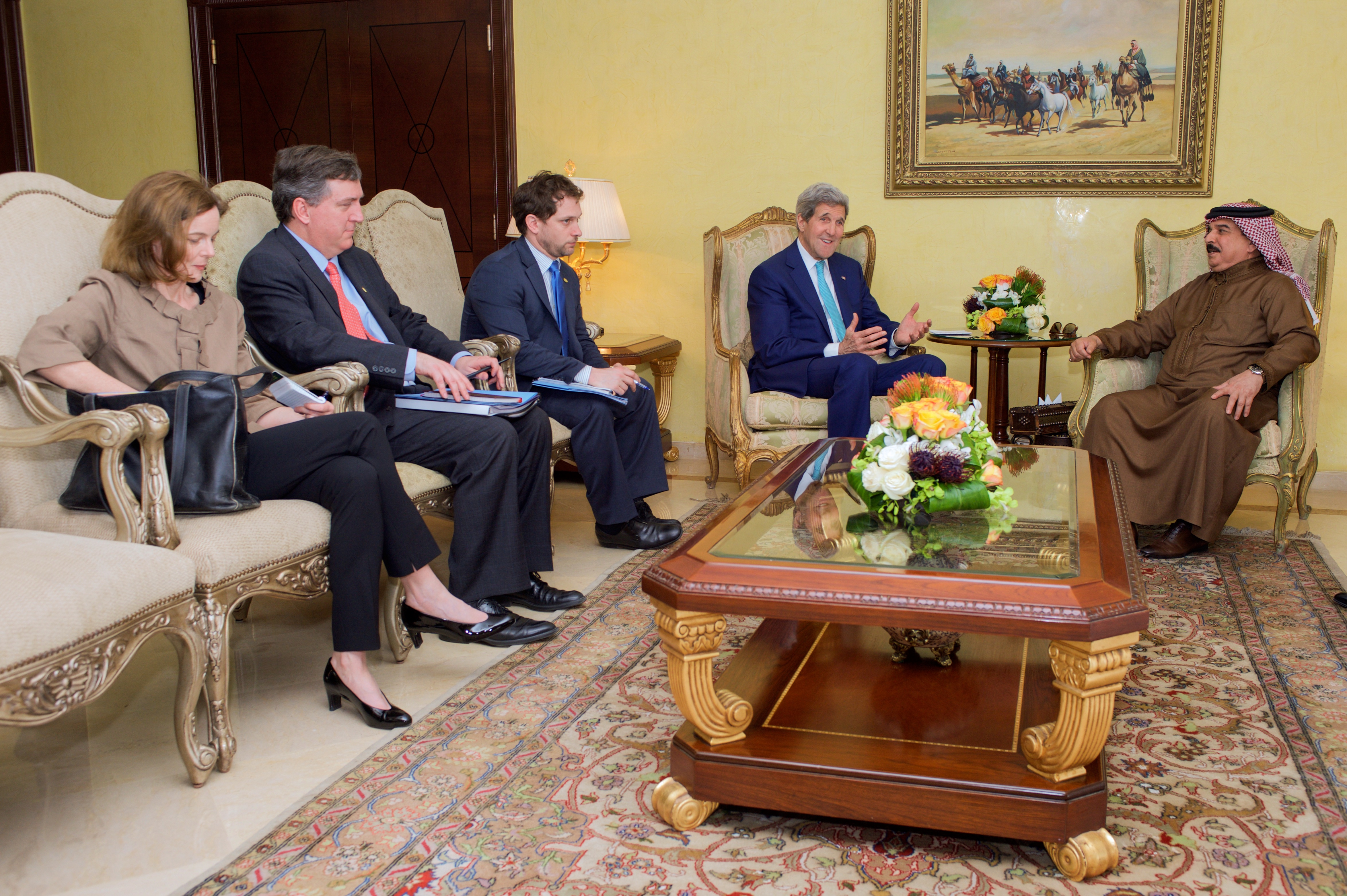
Le secrétaire d'État américain John Kerry et un groupe de conseillers - l'assistante exécutive du département d'État Lisa Kenna, le secrétaire d'État adjoint pour l'Égypte et les affaires du Maghreb John Desrocher, et le chef de cabinet Jon Finer - assis avec le roi Hamad bin Isa Al Khalifa de Bahreïn et ses conseillers le 14 mars 2015 à Sharm el-Sheikh, en Égypte, au début d'une réunion bilatérale dans le cadre d'une conférence égyptienne sur le développement.

La conférence sur le développement économique en Égypte (CDEE) est une conférence organisée en 2015 par Richard Attias & Associates. Le but était d'inciter les investisseurs à investir en Égypte, mais aussi de mieux coordonner la lutte contre le terrorisme en Égypte.

## Contexte
En 2015, le Groupe de la Banque mondiale avait calculée que la croissance de l'Afrique ralentirait autour de 4,0%, au lieu des 4.5% de croissance en 2014. Ce recul s’explique par la baisse des cours du pétrole et des autres matières premières.
Pour faire face à cette situation, le président égyptien Abdel Fattah al-Sissi décide d'organiser une conférence pour réunir différents acteurs économiques pour prendre des décisions sur la conduite à tenir.

### Participants
Quatre-vingts pays et une vingtaine d'organisations internationales ont été invités, selon les autorités égyptiennes. Parmi les invités se trouvent le secrétaire d'État américain John Kerry et le chef de la diplomatie britannique, Philip Hammond.
On note que le Ministre égyptien des affaires étrangères n’a pas envoyé d’invitation aux représentants de l’Iran, d’Israël et de la Turquie pour la manifestation car « les critères [de participation] ne s’appliqueraient pas à eux », en raison de leur niveau d’investissement.
En revanche, le secrétaire d’État John Kerry, qui venait de prononcer un discours très encourageant pour l’économie égyptienne devant la chambre de commerce américaine s’est rendu au rassemblement, tout comme le ministre des Finances françaises, Michel Sapin.
En marge de la conférence, l’Union européenne a également rencontré les autorités égyptiennes. À cette occasion, l’organisation supranationale a débloqué 130 millions d’euros de subvention, tandis que la banque européenne d’investissement a signé un prêt de 120 millions d’euros à la Banque Nationale d’Égypte. 
Enfin, le président d’Afreximbank (Banque Africaine d’Import-Export), Jean-Louis Ekra, a rappelé, au cours d’un entretien avec le président Al-Sisi, l’engagement de l’institution visant à consacrer 500 millions de dollars en faveur du Programme pour la Promotion du Commerce Égypte – Afrique.

## Déroulement
Elle s’est déroulée pendant trois jours à la station balnéaire égyptienne de Charm el-Cheikh. 
Le premier jour, la construction d’une nouvelle capitale a été annoncée. Pour ce projet, le Koweït, l’Arabie saoudite, et les Émirats arabes unis ont chacun promis d’apporter 4 milliards de dollars, tandis que le sultanat d’Oman devrait mettre sur la table 500 millions de dollars. Enfin, les énergéticiens BG Group et BP ont également proposé d’investir 4 milliards de dollars.
Selon l’organisateur de la conférence, Richard Attias, le sommet devait être l’occasion de dévoiler une trentaine de projets d’envergure « capable d’attirer des milliards de dollars d’investissement », en présence de 2 500 hauts dignitaires, chefs d’État, personnalités publiques, ou présidents de multinationales. 
Quelques heures avant l’inauguration, le président Abdel Fattah el-Sissi est allé accueillir plusieurs chefs d’État sur le tarmac de l’aéroport de Charm el-Cheik, dont le président soudanais Omar al-Bashir ou le Premier ministre émirati Mohammed ben Rachid Al Maktoum. Durant la cérémonie d’ouverture, Sissi a prononcé un discours annonçant l’arrivée de plusieurs milliards de dollars et la préparation de nouvelles stratégies pour soutenir le secteur privé et les investisseurs. Il a aussi listé un certain nombre de grands projets comme entre autres : la remise en état des terres cultivables, le projet de creuser un nouveau canal de Suez, ou le projet du triangle d’or.
Parallèlement, le ministre égyptien de l’environnement, Khaled Fahmy, précisait le lancement du projet de biocarburant « LE1.2 », développé en coopération avec le secteur agricole.

## Résultats

### Bilan
La compagnie américaine General Electric annonce durant la conférence le principal contrat de l'événement avec un investissement de 200 millions de dollars pour la construction d’un nouveau centre de formation et de production dans la ville de Suez et la livraison de 34 turbines à gaz qui devraient fournir au réseau l’équivalent de 2,6 gigawatts en mai 2015. 
De son côté, le ministre de l’irrigation égyptienne, Hossam Moghazy a discuté avec une délégation de l’Union européenne de la remise en état des terres de Feddan, une des priorités du programme présidentiel du candidat el-Sissi à l’élection. Enfin, la Banque Africaine de Développement a profité de cette occasion pour annoncer de futurs investissements dans le secteur énergétique, et plus particulièrement dans une ferme solaire à Kom Ombo et dans un champ d’éoliennes dans le golfe de Suez.
En novembre 2015, le groupe Eni annonce un investissement de plus de 2 milliards de dollars en Égypte, ceci dans le cadre de d'une série d'accords définis dans le protocole d'accord signé lors de la conférence de développement économique de l'Égypte à Sharm El Sheikh.

### Critiques
Certains diplomates estiment qu’Abdel Fattah al-Sissi cherche surtout à asseoir sa légitimité sur la scène internationale et à démontrer qu'il est indispensable dans la lutte contre le terrorisme.